# Sonate K. 438
La sonate K. 438 (F.296/L.381) en fa majeur est une œuvre pour clavier du compositeur italien Domenico Scarlatti.

## Présentation
La sonate K. 438 en fa majeur, notée Allegro, forme une paire avec la sonate précédente. Après une sonate à l'écriture sévère, se présente une sonate aux ritournelles simples.

## Manuscrits
Le manuscrit principal est le numéro 21 du volume X de Venise (1755), copié pour Maria Barbara ; les autres sont Parme XII 9 et Münster II 28.

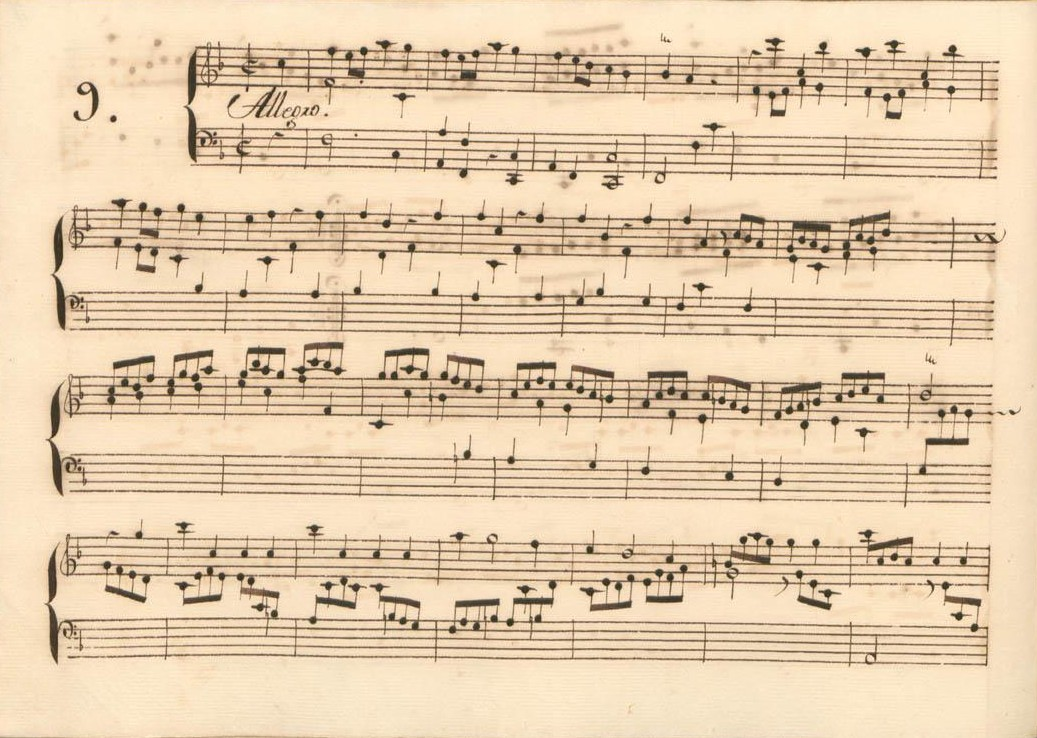
Parme XII 9.
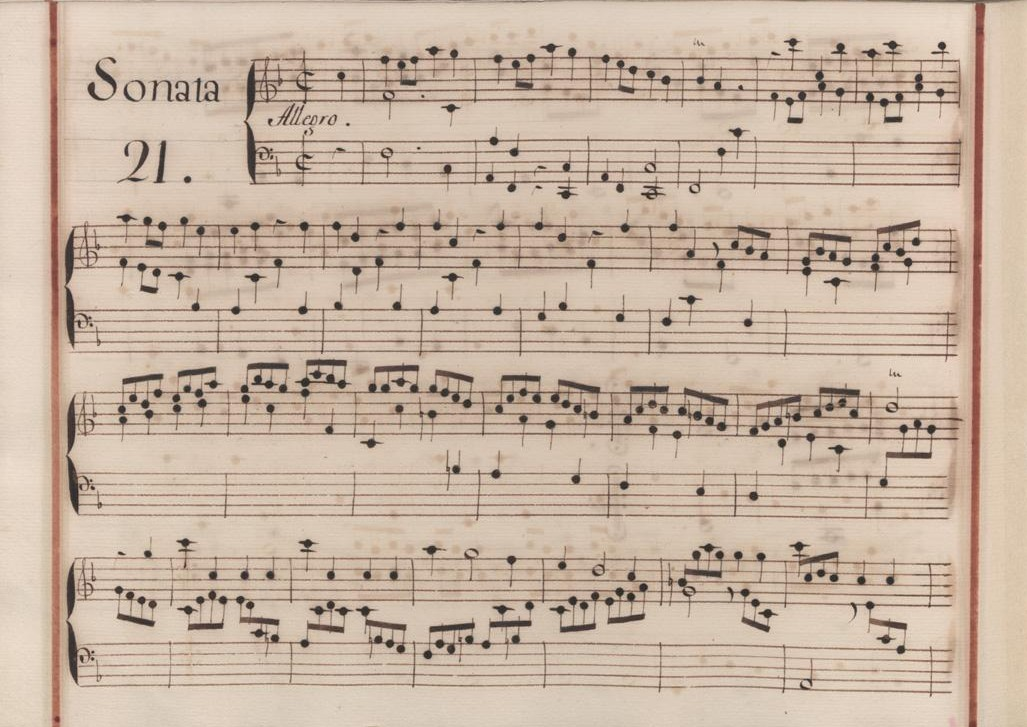
Venise X 21.

## Interprètes
La sonate K. 438 est défendue au piano notamment par Carlo Grante (2016, Music & Arts, vol. 5) ; au clavecin par Scott Ross (1985, Erato), Sergio Vartolo (Bongiovanni), Richard Lester (2003, Nimbus, vol. 4), Pieter-Jan Belder (Brilliant Classics, vol. 10) et Ewald Demeyere (2007, Accent).

## Sources
: document utilisé comme source pour la rédaction de cet article.
- (en) Kathleen Dale, « Domenico Scarlatti: His Unique Contribution to Keyboard Literature », Proceedings of the Royal Musical Association, no 74,‎ 1948, p. 33–44 (ISSN 0080-4452, OCLC 865210389, lire en ligne)
- Ralph Kirkpatrick (trad. de l'anglais par Dennis Collins), Domenico Scarlatti, Paris, Lattès, coll. « Musique et Musiciens », 1982 (1re éd. 1953 (en)), 493 p. (ISBN 978-2-7096-0118-4, OCLC 954954205, BNF 34689181).
- Alain de Chambure, « Domenico Scarlatti : Intégrale des sonates — Scott Ross », Erato (2564-62092-2), 1985 (OCLC 891183737) .